# Microdytes sabitae
Microdytes sabitae är en skalbaggsart som beskrevs av Vazirani 1968. Microdytes sabitae ingår i släktet Microdytes och familjen dykare. Inga underarter finns listade i Catalogue of Life.